# Rifargia albidivisa
Rifargia albidivisa är en fjärilsart som beskrevs av Paul Dognin 1916. Rifargia albidivisa ingår i släktet Rifargia och familjen tandspinnare. Inga underarter finns listade.